# Episodi de L'allieva (seconda stagione)
La seconda stagione della serie televisiva L'allieva, composta da 12 episodi, è stata trasmessa in prima visione in Italia da Rai 1 dal 25 ottobre al 29 novembre 2018 .
| nº | Titolo                    | Prima TV Italia  | Spettatori | Share  |
| -- | ------------------------- | ---------------- | ---------- | ------ |
| 1  | Le ossa della principessa | 25 ottobre 2018  | 5 399 000  | 21,39% |
| 2  | Il tempo di un battito    | 25 ottobre 2018  | 4 722 000  | 22,40% |
| 3  | Una lunga estate crudele  | 1 novembre 2018  | 5 268 000  | 20,88% |
| 4  | Controvento               | 1 novembre 2018  | 4 825 000  | 22,12% |
| 5  | L'acaro rosso             | 8 novembre 2018  | 5 136 000  | 19,58% |
| 6  | Prison blues              | 8 novembre 2018  | 4 580 000  | 20,63% |
| 7  | Il passaggio              | 15 novembre 2018 | 5 607 000  | 22,12% |
| 8  | Insospettabili            | 15 novembre 2018 | 4 898 000  | 23,46% |
| 9  | L’apostolo americano      | 22 novembre 2018 | 5 202 000  | 20,10% |
| 10 | Talento mortale           | 22 novembre 2018 | 4 724 000  | 21,52% |
| 11 | Omega come omicidio       | 29 novembre 2018 | 5 974 000  | 23,02% |
| 12 | Corsa cieca               | 29 novembre 2018 | 5 421 000  | 24,98% |

## Le ossa della principessa

### Trama
Alice e Claudio iniziano una relazione di nascosto, ma Alice lo lascia perché vuole una vera relazione. Viene trovato in una catacomba il cadavere di una giovane archeologa con una fibula d'oro. Alice fa la conoscenza di Einardi, un nuovo giovane p.m., che è rivale di Claudio, e che salva la ragazza da un incidente in metropolitana. Si scopre che il colpevole dell'omicidio è stata la moglie del professore della ragazza, che temeva che la giovane avesse una relazione con suo marito.
Altri interpreti: Antonio De Matteo, Mario Ermito,Samuele Sbrighi, Licia Nunez

## Il tempo di un battito

### Trama
Un soggetto cardiopatico inscena un'aggressione in una farmacia per truffare l'assicurazione, ma finisce morto. Alice scopre che il Pm era sposato ed ha una figlia. Nel frattempo Ambra scopre di essere incinta e decide di prendersi la maternità anticipata. E Alice sospetta che il figlio che aspetta Ambra sia di Claudio, ma fortunatamente il figlio è di un altro.
Altri interpreti: Aurora Giovinazzo (Martina Einardi)

## Una lunga estate crudele

### Trama
La regista (Stella Vonshirak) della compagnia teatrale di Cordelia subisce un tentativo di strangolamento in casa. Si scopre che è stata una vendetta della babysitter per la morte della madre avvenuta per suicidio anni prima.
Altri interpreti: Aurora Giovinazzo (Martina Einardi), Giovanni Guidelli (Sebastian Leiva)

## Controvento

### Trama
Una giovane donna viene trovata morta legata sulla spiaggia. Si scopre che era una escort ingaggiata per un addio al nubilato. Avendo assunto farmaci e droga, è morta in modo naturale, e il suo cadavere è stato gettato in mare dal figlio dell'ex professore di Einardi. Il PM bacia Alice mentre sono in barca a vela.
- Altri interpreti: Eleonora Sergio, Dar'ja Bajkalova

## L'acaro rosso

### Trama
Lara, Marco e Alice vanno a una serata e lì incontrano un uomo che minaccia Lara. La mattina è trovato morto dentro il cimitero del Verano picconato. Si scopre che l'assassino è il suocero della vittima perché lo incolpava della morte della figlia.
Alice confessa a Claudio che ha baciato il pm e lui è molto arrabbiato. Claudio le rivela che il motivo di attrito con lui non è solo il fatto di averlo estromesso da un caso anni prima. Einardi e Alice passano una serata insieme.
- Altri interpreti: Aurora Giovinazzo (Martina Einardi), Chiara Conti, Paolo Maria Scalondro, Stefano Abbati

## Prison blues

### Trama
Un giovane libanese ingiustamente accusato di spaccio muore nelle docce del carcere. Si scopre che ad ucciderlo è un germofobico razzista.
Alice viene invitata nel casolare di Einardi, e scopre che l'ex moglie è ancora innamorata di lui e vuole riconquistarlo. E mentre litigano sente che lei era stata l'amante di Claudio anni prima, e quindi pensa che sia una vendetta nei suoi confronti.
- Altri interpreti: Annamaria Malipiero, Chiara Conti, Antonio De Matteo.

## Il passaggio

### Trama
Luca, un ragazzo del liceo scientifico con il talento per la fotografia, viene trovato morto a scuola. Quello che inizialmente potrebbe sembrare un suicidio si rivelerà invece essere una tragedia legata ad un "rito di passaggio" attraverso una trave sospesa su di un terrazzo. Dalle indagini si viene a scoprire che il ragazzo era sotto effetto di stupefacenti. Vengono pertanto fatte le analisi tossicologiche anche ai compagni di classe, fra i quali ci sono anche la figlia di Sergio e il figlio di Beatrice. Le indagini si rivelano però molto più complicate del previsto: emerge infatti che tra la madre del ragazzo morto e il padre di un compagno vi era una relazione. La frustrazione per la situazione aveva portato i ragazzi a coalizzarsi proprio contro Luca, che nel tentativo di farsi accettare dai compagni, asseconda questi ultimi a fare il rito del passaggio, dove però lui, perdendo l'equilibrio, perde anche la vita. Nel frattempo Sergio confessa ad Alice che i sentimenti che prova per lei non sono legati ai vecchi dissapori con Claudio ed insiste nel corteggiarla nonostante i dubbi di lei.
- Altri interpreti: Aurora Giovinazzo (Martina Einardi), Roberta Garzia (madre di Luca)

## Insospettabili

### Trama
Un noto primario viene rinvenuto cadavere in quella che in apparenza sembra essere una rapina in villa. Alice e il commissario Einardi temono che Claudio non stia rivelando tutte le informazioni sull'autopsia. Dopo un primo momento in cui Claudio nega tutto con entrambi, si confida con Alice e deposita la perizia completa. Le indagini proveranno che la responsabilità dell'omicidio è da riferirsi alla figlia del medico intervenuta a difendere la madre dall'ennesima violenza che il marito le stava infliggendo. C'è un riavvicinamento tra Alice e Claudio.
- Altri interpreti: Elisabetta Pellini (Monique De luca)

## L'apostolo americano

### Trama
Un giovane studente americano viene trovato morto lungo la riva di un fiume. Il ragazzo è morto per un combinato insieme di cause asfittiche ed emorragiche. Prima di finire nel fiume, privo di sensi ma ancora vivo, il ragazzo è infatti stato pesantemente picchiato. Movente del delitto il fatto che il ragazzo si fosse posto come benefattore per un gruppo di mendicanti. Tra Alice e Claudio le cose sono tornate come prima, lei però pensa ad Arthur anche perché Cordelia lo nomina in continuazione a causa del fatto che il ragazzo pensa di non riuscire a rientrare per il matrimonio del Supremo. Arthur alla fine rientra in Italia e si presenta al matrimonio con una bambina in braccio.

## Talento mortale

### Trama
Erika ha vinto un anno a Baltimora rubando l'idea della ricerca ad Alice. Una talentuosa musicista viene avvelenata mentre sta provando. Il responsabile del delitto è un altro musicista componente dell'orchestra, invidioso del talento della ragazza. Arthur spiega ad Alice di essere tornato in Italia in cerca del padre della bimba siriana, rimasta orfana di madre. Alice si offre di aiutarlo anche grazie alla collaborazione di Sergio, mentre Claudio è costretto ad assentarsi per due giorni per un congresso a Milano.
- Altri interpreti: Carlotta Lo Greco (Melania Leandri), Daniela Poggi (Olimpia Mutti Valentini)

## Omega come omicidio

### Trama
Due balordi a bordo di un motorino sparano al vicequestore Calligaris fuori dall'istituto di medicina legale. Calligaris stava infatti indagando sullo spaccio di metamfetamine nascosto dietro ad un insospettabile negozio dell'usato. Alice sente Claudio molto distante, e si dispiace del fatto che lui non condivida con lei le sue emozioni, e che proprio in quei momenti in cui si dovrebbero volere accanto le persone che si amano, lui non si fidi completamente di lei, e la escluda. Ma proprio durante una cena a casa di lei a cui partecipa anche Arthur, bussa alla sua porta un Claudio molto affranto ed intenzionato a dimostrare ad Alice i suoi sentimenti. Dopo la cena, saluta Alice e sparisce senza lasciare tracce. Una sera Arthur si ferma a dormire da Alice. I due passano la notte a chiacchierare. La mattina dopo Alice viene svegliata dalla chiamata di Claudio che la avvisa del risveglio di Calligaris, mentre Arthur dorme ancora sdraiato sul suo letto.

## Corsa cieca

### Trama
Mentre in ospedale festeggiano la ripresa di Calligaris, Claudio e Alice vengono chiamati in una nuova scena del crimine. Vittima un allenatore nel campo dell'atletica, rinvenuto cadavere proprio presso gli impianti sportivi. Unica testimone una sua atleta, non vedente. Dopo una serie di indagini si arriva all'amara verità: l'autrice del tragico incidente era proprio l'atleta non vedente, che la mattina dell'omicidio aveva scoperto che l'uomo non l'avrebbe più allenata per potersi occupare della figlia. Arthur bacia Alice e le confida di voler rimanere a Roma per stare con lei. Claudio si presenta a casa di Alice con un anello. La chiama per telefono e Alice gli dice che qualcosa tra di loro è cambiato. La ragazza non è a casa e, al suo posto, Claudio vede Arthur in giardino, intento a sbrigare delle faccende. Yukino torna a Roma, prima che Lara e Marco possano partire per un viaggio insieme. Alla festa per l'addio del supremo, Erika viene colta da un improvviso herpes che mette a repentaglio la sua partenza per Baltimora. Claudio, durante un ballo con Alice, le dice di aver fatto bene a riavvicinarsi ad Arthur. Yukino dà la sua benedizione alla storia tra Marco e Lara. Nel momento della nomina del successore del supremo, viene svelato il nome di una dottoressa non facente parte dell'istituto. Alice cerca Claudio, che nel frattempo ha abbandonato l'istituto lasciando vuoto il suo ufficio. Sopra la scrivania trova l'anello con una lettera d'amore che l'uomo le ha lasciato. Prima di leggerla del tutto, Alice si precipita all'aeroporto per raggiungere Claudio, sotto lo sguardo di Arthur. All'aeroporto Alice chiede a Claudio di non partire. Questo getta il biglietto del volo e le dice che la ama. Mentre per Alice e Claudio sembra esserci una nuova ripartenza, dal Tg si apprende di un agguato ai danni del PM Sergio Einardi.
- Altri interpreti: Ludovica Bizzaglia (Gabriella Dardini), Giovanna Civitillo (Carmela), Carlotta Lo Greco, Tecla Insolia (Susi, figlia dell'allenatore ucciso).